# Tomoyasu Yoshida
Tomoyasu Yoshida (吉田 朋恭 Yoshida Tomoyasu?), född 24 september 1997 i Gunma prefektur, är en japansk fotbollsspelare.
Yoshida började sin karriär 2020 i Fukushima United FC. Han spelade 34 ligamatcher för klubben. 2021 flyttade han till Montedio Yamagata.